# Capis (hijo de Asáraco)
Capis (en griego antiguo: Κάπυς) fue, en la mitología griega un rey de Troya, hijo de Asáraco y de Hieromneme. Se casó con Temiste que le dio dos hijos, Ilo y Anquises. Este sería el último rey de Dardania y padre de Eneas.
Las leyendas posteriores hablan de un compañero de Eneas también llamado Capis, que fundó la ciudad de Capua, en Campania. Pero en otras versiones se explicaba que Capua había sido fundada por un hijo de Eneas, Rómulo, y que le dio el nombre como homenaje a su bisabuelo Capis.
En ocasiones, a Capis, compañero de Eneas, se le ha considerado fundador de la ciudad de Cafias, en Arcadia.
Las tradiciones también dicen que Capua no fue fundada por un troyano, sino por un samnita homónimo. Podría ser que el nombre de Capua fuera un derivado de una palabra etrusca que designaba el halcón, y en general, todos aquellos que tienen «el dedo gordo del pie girado hacia dentro».